# 澤田泰司
澤田泰司（讀音：Sawada Taiji，藝名：TAIJI。1966年7月12日—2011年7月17日），為日本音樂人，以身為X（現今稱為X JAPAN）的前任貝斯手著名，曾參與前三張專輯，被譽為J-Rock第一貝斯手。1992年TAIJI離開X後陸續加入多個樂團，諸如Loudness和D.T.R，後來參與過Cloud Nine、音風、TAIJI with HEAVEN'S、Kings、The Killing Red Addiction及TSP（Taiji & Shu Project）等樂團。其妹澤田雅世也是一名日本歌手，曾是Cyber Nation Network主唱。

## 生平

### 童年
澤田泰司1967年年7月12日出生在千葉縣市川市，在家中的三個孩子中排行第二。两歲時，到父親的工廠被機械夾到手，右手中指的第一節因此截斷。從小興趣愛好十分廣泛，運動神經也特別發達。除足球、野球、乒乓球、釣魚和學校裡的其他體育運動之外，他也擅長料理。會打架，又有強烈的正義感，因此在幼兒園和小學時代都是當地孩子們之中的偶像，也逐漸認為自己「必須保護弱者和重要的人」。從小就常常看著父親彈吉他、記指法，然而他走上音樂道路卻是在一次偶然，小學二年時，第一次滑雪因「不喜歡滑倒」，就以直線快速滑出去，後因撞樹而進醫院。在那家醫院中，從一位同病房彈吉他的哥哥那裡，學到皇后樂隊、彩虹、奧莉薇亞·紐頓-強、羽翼合唱團與披頭四樂團等的歌曲。那也是他第一次學到如何彈吉他，在當時一個小學生能彈奏〈Killer Queen〉是極為少見的，自從他在班會上初登台表演吉他，便奠定了他以後的音樂道路。小時候第一次買的唱片是彩虹的《Difficult to Cure》。

### 音樂之路
從小學三年級到初中都在足球部和野球部中擔任主力球員，初中時告別了這兩項運動，原因是腰的疼痛，接著選擇了乒乓球部。就讀高中時開始彈電吉他，在此之前他已經彈了八年木吉他。因極有天賦，很快就開始模仿鐵娘子樂團、彩虹合唱團、Deep Purple、KISS、Motörhead、披頭四、Loudness、和KODOMO BAND等樂團的曲子。
因為有輕音樂部而考上千葉明徳高中。他的第一個樂團是在校期間和的同年級學生組的金屬樂團「TRASH」。當時他擔任樂團領導者和吉他手，並已經開始自己動手寫曲，他的曲子在原創歌曲大賽獲得優勝，此外還獲得了最佳吉他手獎。之後覺得上課是無意義的事，離開了只就讀了一年的高中，自動退學後開始努力成為樂手。但「TRASH」在他16歲的時候因為內部關係破裂而解散。
17歲時，朋友的樂團「DEMENTIA」因沒有貝斯手而找他加入，他首次以貝斯手的身分出現，同時首次在Live House中演出。那時對樂器有著極高天賦的TAIJI，著迷於貝斯的神奇魅力，便走上了貝斯手的道路。

### 人生轉折
1985年對於TAIJI是一個轉折，一心追求音樂而不願意繼承家業的他，和家族脫離關係。離家後他住在Live House中邊做音樂邊打工維生，與「DEMENTIA」合作了半年後為了專心練貝斯在年底退出，之後進了「PROWLER」，3個月後和團員吵架而退出，短暫的參與過「BLOW」、和原「RABBIT」的鼓手TETSU（菊地哲）與KYO等人組成的「Dead Wire」等樂團，履次的失敗讓TAIJI變得成熟起來，便決定不組團了，改為寫曲。而他寫的曲子在輾轉中由一支有名的地下樂團「SAVER TIGER」演奏出來，他們的團長便是HIDE。這時他接到了「X」團長YOSHIKI打來的電話，也認識了TOSHI。

### 加入X
同年，YOSHIKI屢次邀請他入團。事實上，TAIJI想做的是猶大祭司那種重金屬，和「X」的音樂相去甚遠。在多次與YOSHIKI餐敘後，TAIJI提出不想跟X當時的吉他手TERRY演出，以撤換TERRY改由他自己認識的吉他手HALLY為條件，才加入「X」。但他待了兩個月就因對曲子太過龐克且不夠重金屬而離開。之後他就沒有加入任何樂團了。
1986年的秋天，再一次與YOSHIKI的偶遇成了他回到「X」的原因。他回憶說：「非常懷念與他在一起喝酒的時光，兩個人一起交談的時候，覺得與音樂性什麼的比起來，更想和他在一起。強烈的這麼想著，於是在回家之後決定加入X」。而YOSHIKI則在半自傳說：「他雖然性情火爆，但對音樂的信念非常堅定，和他有著同樣的目標」。
最初TAIJI和YOSHIKI合住一處。也照顧從小身體就不好的YOSHIKI、曾在深夜背著發燒的YOSHIKI狂奔到醫院。對成員非常溫柔的TAIJI，因天生強烈的正義感和剛烈的性格，偶爾也會因為意見不合和大家爭執或揮拳相向，和YOSHIKI也曾因互毆導致額頭受傷。
1987年2月，隨著解散「SAVER TIGER」的HIDE和常來支援的PATA正式加入，「X」走入了新紀元，雖然音樂界對他們評價很差，但台下的歌迷卻越來越多。在神樂坂的EXPLOSION舉行了五人首次攜手的LIVE，當天的演出也被錄下來。表演其間TAIJI和成員一起噴火、燒鈸、向觀眾灑網、噴乾冰，場內瀰漫著瓦斯味。TAIJI找到了前所未有的激情，也開始他真正意義上的音樂道路。他在樂團中除了負責在創作上加入最重的金屬味，也負責成員們的服裝製作和髮型設計。由於自小學他的廚藝就非常好，也是負責料理的人。最初的「X」在生活上十分困窘，曾被斷電、也曾經五個人分吃兩碗拉麵、一起睡在公園，但是種種的痛苦中卻也讓他們感受到從未有過的幸福感，他們的關係漸漸地比親人還牢固。
他說，比起「不想輸」「要評論家回頭看」這些強烈的想法，為了錢的事而疲勞實在沒什麼大不了。自他們決定不向商業唱片公司低頭，開始獨立製作專輯《Vanishing Vision》時，他便曾斷言：「這張專輯發表的三個月起，X就能揚名了，且會從嚴酷恣意的批評中解脫出來。」結果和他預想的一樣，這張專輯轟動音樂界，成為日本地下樂團中至今的紀錄保持者。
在那段時間裡「X」的音樂活動與動員人數都快速的成長。TAIJI曾經在自傳描述：「X的活動以可怕的速度展開。每一次YOSHIKI冒出的想法都帶著刺激性，讓我們獲得從來沒嘗試過的快感。但是那急速的生活卻只有我們自己才能體會吧……。在那種高速度中，也會迷失，也會產生抗拒。每天都是緊張而高揚的。」
1989年，「X」正式出道且專輯《BLUE BLOOD》和《Jealousy》都雙雙突破一百萬銷量，TAIJI共參與了「X」前三張專輯的創作與演奏。他們也先後登上日本武道館、東京巨蛋、NHK紅白歌合戰。「X」紅透了音樂界，TAIJI也成了家喻戶曉的搖滾明星。久未連絡的父母到了演出現場與TAIJI和解。

### 退出X
1992年1月，破紀錄的東京巨蛋連續三日公演後，TAIJI從樂團退出，官方宣布是由於音樂方向的不同。
在多年以後TAIJI所著的自傳中寫道，是在YOSHIKI的要求下離開樂團。其原因在於TAIJI要求樂團內部平等決策、均分版稅，因此導致與YOSHIKI矛盾漸漸積累。TAIJI在書中稱：「我想，關於我離團的一切起因，都是源自於一個最直接的原因：『金錢』。當時總是成日主張著：『所有版稅收入都應該要平分成五等份』的我，或許變成了一個令人很厭煩的人了吧？！」此外他也認為自己「沒有辦法接受任何的妥協，我所做的一切，全都只因為我愛X」。然而TAIJI也暗示YOSHIKI也可能受到來自公司方面與外部勢力的壓力。他說：「不過，我真的希望這不是YOSHIKI他們所做出的決定。我也想過，或許是因為還有著其它什麼在暗地裡秘密運作的外在強力原因所決定的」。
在YOSHIKI的半自傳中也寫著「在1992年跨年的凌晨，平靜的告知TAIJI已被樂團開除」，至今YOSHIKI仍不願透露開除的真正原因。

### 人生低潮
退出「X」的TAIJI旋即被極為景仰的吉他大師高崎晃邀請合作、加入從小就啟發了他且一直憧憬的樂團「Loudness」，但1993年就離開。1994年TAIJI又找人組了新樂團「D・T・R」（DIRTY TRASHROAD），與唱片公司簽約繼續音樂工作，但出了三張專輯就宣告活動暫停。
後來他的人生旅程開始非常坎坷，1996年離婚被妻子趕出家門，無家可歸且身無分文，他沒有和朋友聯絡，過著只有吉他與簡單行囊的生活，且完全與音樂人的工作脫節。現金花光後，他開始在上野公園露宿，以公園的水龍頭盥洗，曾經遭到流浪漢和民眾毆打，身心都受到非常嚴重的打擊。這段遊民生活持續了兩年後，他得知了X JAPAN吉他手、也是他的摯友HIDE突然逝世的消息。
1998年，在HIDE的喪事上再次見到久違的YOSHIKI，因為他已經離團超過六年，X的成員都不知道他飽受貧苦的經過。YOSHIKI形容經歷遊民生活的TAIJI下巴歪斜、四顆門牙全部不見、雙眼凹陷、身形羸弱，走起路來氣若游絲，才30歲的他看起來像50歲的老翁。與當年那個意氣風發、眼神銳利的超級貝斯手已完全判若兩人。YOSHIKI在家祭後拿了200萬日圓給他補牙、維持生活。
接著，因身體病弱被強制送醫，檢查結果肝臟的狀況十分惡劣，醫師便安排他在醫院中規律生活。他在院中以彈吉他和貝斯度日，漸漸地成了當地明星，被邀請舉辦了演奏會。
2000年，TAIJI出版自傳《伝説のバンド「X」の生と死―宇宙を翔ける友へ》，並作為「CLOUD NINE」的成員復出。2003年組成「音風」。這個時期的他非常貧窮，但也非常努力在音樂上，樂團的作品只能獨立發行，沒錢印刷，CD裡的歌詞都是一本本親手寫。他於2005年騎車出車禍，韌帶斷裂而無法站立，為了籌措手術費忍痛拍賣自己的貝斯和音箱。2006年組成「TAIJI with HEAVEN'S」、2007年重組了「D・T・R」。2008年起，不斷的遭到病痛纏身（癲癇、腦梗塞、慢性中風、胸膜炎、左大腿骨壞死）。受傷、住院與動手術的消息不斷傳出。在髖關節置換手術後，他還產生了併發症，被醫師預測可能此生再也無法起身行走，最後他還是奇蹟的站立了。12月因步行困難跌倒，導致胸口及前頸受到猛烈撞擊而緊急入院，傷及胸骨及喉嚨，有一段時間甚至無法說話與寫字。
2009年，組成「The Killing Red Addiction」。
2010年，重啟「TAIJI with HEAVEN'S」、組成「TSP」。同年在日本橫濱日產體育場與久別的X JAPAN同台演奏，以X JAPAN團員的身份完成了演出。YOSHIKI在2016年的訪談中表示「那個時候，他已經重新加入樂團。直至現在，他和HIDE仍被視作X JAPAN團員身份看待。」

### 逝世
2011年2月，率領「TAIJI with HEAVEN'S」在韓國正式出道。同月，合輯《HarD'n'HeavY RELIGION 2011》中收錄的「TSP」單曲〈Rest In Peace〉（安息）成為他生前最後發行的音源。3月，原定在韓國教育放送公社的節目錄影上進行久違的電視亮相演出，因日本311大地震而取消。就在他逐漸恢復正常生活、努力發展音樂事業的時候，7月剛過完生日不到一周，就在美屬塞班島離奇逝世，真實的事發原由與死因成謎。

## 死因成謎
2011年7月11日，在從日本飛往塞班島的達美航空298次航班中，因敲打機窗以及與女乘客發生爭執，在機內被限制行動，抵達塞班島後被FBI以「爭執導致妨害飛行與空服人員工作」的理由逮捕。據當時消息，TAIJI於7月14日在拘留所用床單上吊自殺未遂（以上信息來源為報刊，並沒有當地的正式公告或具法律效力的調查報告），被緊急送往加護病房治療。送醫時已進入腦死狀態，在重症病房裡依靠生命維持裝置繼續苟延殘喘。7月17日，母親與未婚妻從日本趕至醫院，同意拔掉維生系統。
而後進行調查時發現其死因疑點很多，在飛機上與TAIJI發生爭執的女乘客是其經紀人北見輝美，當TAIJI被送往加護病房急救時，北見輝美還冒用TAIJI的手機發簡訊「我沒事，意識清楚」給友人，後來又冒用登入其部落格甚至官網首頁刪除全部內容。雖說是上吊自殺，但是TAIJI的頸部沒有勒痕、胸口有棍棒的敲痕，嘴巴四周還有膠帶黏貼的痕跡，似乎有他殺的嫌疑。日方提出其考慮到家人跟樂迷的心情，希望徹查TAIJI的死因，甚至提出日本專門派出法醫前往塞班島，但是卻遭到事務所拒絕，而後事務所不准家屬將屍體領回國內，其種種疑點讓媒體與各界懷疑TAIJI不是自殺。
其未婚妻赤塚友美表示，「因為收到病危的通知所以急忙趕往塞班，向護士表明我是未婚妻身分之後，獲准進入加護病房，與他面對面。雖然一直對他說：『我來了，已經沒事了』但是完全沒有反應。因為聽說是上吊自殺，所以脫下外衣檢查，但脖子完全沒有任何痕跡。當時心裡很驚慌，為了想要知道到底發生了甚麼事情，所以來回檢查了很多次，但真的沒有傷痕。胸口還有明顯的橫向棒狀紅色的痕跡。我和家屬被帶到小房間，由醫師進行說明。『因為已經腦死了，所以只能拔掉維生系統』，沒有說明任何具體的身體症狀，也沒有給任何拔掉維生系統之外的選項。孝子女士（TAIJI先生的母親）不能接受拘留所內竟會出現上吊的狀況，問了醫師許多問題，但醫師只是反反覆覆地說『因為已經腦死了』。」（《週刊文春》報導)
日本藝能界資深新聞記者渡邊裕二在其個人網頁上直言，「我認為本該把TAIJI的遺體運送回國並進行司法鑑定才對。但是、不知為什麼TAIJI的事務所…神生一人那邊想直接就將TAIJI在塞班島火化了…。TAIJI的事務所在那邊地區擁有非常龐大的勢力。」

## 音樂風格
- 職業生涯大部分的音樂風格以具有攻擊性的硬搖滾／重金屬為主。他在編曲上非常注重整體性，從他參與X的作品中可以發現，很少使用八拍根音，Bass Line編寫的相當靈活，與YOSHIKI的鼓在節奏上嚴謹的搭配著。TAIJI被公認是一位世界級的貝斯手，在音感、指法、擊弦技巧、Picking、伴奏、聲線、Tapping與Slapping（英语：Slapping_(music)）技術上有驚人才華[4]，他卓越且寬廣的貝斯風格影響了許多貝斯手[15]。
- 除擅長重金屬，也在抒情搖滾、南方搖滾、鄉村音樂方面展現了才華。X時代的〈Voiceless Screaming〉是他的著名代表作。[1]
- 一般以四弦貝斯、五弦貝斯、無琴格貝斯、吉他與貝斯為一體的雙頸琴為演奏樂器。另外也擅長電吉他，特別是古典吉他，他的演奏技巧被普遍視為是高水準的展現。[1]

## 評語
- 美国搖滾樂團Mr. Big吉他手保羅·吉伯評：
「他是我所見過的、在BASS領域唯一可以與Billy Sheehan相抗衡的人了，真正的純BASS演繹技術，包括和Metallica的Jason Newsted（英语：Jason Newsted）相比，也只是在伯仲之間。實在是不得了，原來東方也有這樣的超級樂手存在。[1]」

- 日本視覺系搖滾教父YOSHIKI評：
「TAIJI對音樂的判斷極其準確，在X時期，他就是我音樂上的老師，隨時觀察發現並找出我所做的曲子存在的問題，誠然，沒有他，X的許多名曲將失去色彩。他的BASS對當時的我們來說是十分必要的，這就是我當初迷戀上並邀請他加入X的原因，這傢伙，簡直就是為音樂而生的天才。[1]」

- 日本音樂人D.I.E.（日语：D.I.E.）評：
「TAIJI廣闊的音樂性和深度的Bassist，至今為止，在我所知的範圍內一個能相比也沒有，像他這種音樂上的天才。儘管我知道他的BASS影響過很多人，包括我在內，但沒有一個能達到他那樣的水準。[1]」

- 日本音樂網站BARKS（日语：BARKS）編輯長烏丸哲也評：
「TAIJI不但擁有卓越的演奏者所具備的技術與感性，也是能夠演奏出猶如大陸般廣大而沉穩的前進感的少數貝斯手。他也具備了極高的吉他手素養，這也影響到他的作曲品味與寫riff的方向，同時具備了能站上前線的重點華麗演奏，以及當作屋頂支架來撐住後端的力量，是一個表現幅度非常寬廣的樂手。[15]」

## 樂團參與
| 樂團                      | 時間                                                  |
| ------------------------- | ----------------------------------------------------- |
| TRASH                     | 1981年－1982年                                        |
| DEMENTIA                  | 1983年                                                |
| PROWLER                   | 1984年                                                |
| BLOW                      | 1985年                                                |
| DEAD WIRE                 | 1985年                                                |
| X (X Japan)               | 1985年10月－12月，1986年11月－1992年1月，(客座)2010年 |
| LOUDNESS                  | 1992年4月－1993年11月，(客座)2009年11月和2010年11月   |
| D.T.R                     | 1994年7月－1996年5月，2006年1月－2009年11月           |
| KINGS                     | 1995年                                                |
| CLOUD NINE                | 2000年－2001年4月，2007年10月                         |
| 音風                      | 2003年－2006年                                        |
| TAIJI with HEAVEN'S       | 2006年4月－?，2010年－2011年                          |
| The Killing Red Addiction | 2009年7月－2010年左右                                 |
| TSP                       | 2010年－2011年                                        |

## 參與作品
| 發行日期       | 發行日期       | 規格・形態                                 | 標題                                                                       | 名義                                    | 廠牌                                                |
| -------------- | -------------- | ------------------------------------------ | -------------------------------------------------------------------------- | --------------------------------------- | --------------------------------------------------- |
| 1985年7月      | 1985年7月      | 軟模唱片                                   | Dementia Live !                                                            | DEMENTIA                                | EXPLOSION （页面存档备份，存于）                    |
| 1987年         | 3月7日         | 合輯（密紋唱片）                           | SKULL THRASH ZONE VOLUME Ⅰ 「STAB ME IN THE BACK」 「NO CONNEXION」2曲收錄 | X                                       | 日本AVC株式會社                                     |
| 1987年         | 8月            | VHS錄影帶（現場贈送）                      | XCLAMATION                                                                 | X                                       | EXTASY RECORDS                                      |
| 1988年         | 4月14日        | 錄音室專輯（密紋唱片）                     | Vanishing Vision                                                           | X                                       | EXTASY RECORDS                                      |
| 1988年         | 5月8日         | 軟模唱片                                   | 紅 (Original Japanese Version)                                             | X                                       | 搖滾˚F 1988年6月號附錄                              |
| 1988年         | 10月           | 錄音室專輯（密紋唱片） 限定發行 彩色印刷盤 | Vanishing Vision （Picture Disc） 軟模唱片「STAB ME IN THE BACK」附錄      | X                                       | EXTASY RECORDS                                      |
| 1988年         | 11月           | 綜合版VHS錄影帶                            | ボスッ！VOS第9号                                                           | X                                       | 寶島雜誌                                            |
| 1989年         | 3月16日        | VHS錄影帶（現場贈送）                      | THANX                                                                      | X                                       | EXTASY RECORDS                                      |
| 1989年         | 4月21日        | 錄音室專輯 （CD・2枚組密紋唱片）           | BLUE BLOOD                                                                 | X                                       | CBS/SONY RECORDS                                    |
| 1989年         | 6月1日         | VHS錄影帶・雷射影碟                        | BLUE BLOOD TOUR 爆発寸前GIG 澀谷公會堂 '89・3・16                          | X                                       | CBS/SONY RECORDS                                    |
| 1989年         | 9月1日         | 單曲（8cm CD） 初回蛇腹折頁樣式            | 紅                                                                         | X                                       | CBS/SONY RECORDS                                    |
| 1989年         | 10月           | 初CD化                                     | Vanishing Vision 【初回プライベートフォトブック付き】                      | X                                       | EXTASY RECORDS                                      |
| 1989年         | 12月1日        | 單曲（8cm CD） 初回蛇腹折頁樣式            | ENDLESS RAIN                                                               | X                                       | CBS/SONY RECORDS                                    |
| 1989年         | 12月16日       | 錄音室專輯                                 | THE INNER GATES                                                            | BAKI （TAIJI）                          | Fernandes                                           |
| 1989年         | 12月28日       | VHS錄影帶・雷射影碟                        | 刺激! VISUAL SHOCK Vol. 2                                                  | X                                       | CBS/SONY RECORDS                                    |
| 1990年         | 4月21日        | 單曲（8cm CD） 初回蛇腹折頁樣式            | WEEK END                                                                   | X                                       | CBS/SONY RECORDS                                    |
| 1990年         | 9月1日         | VHS錄影帶・雷射影碟                        | VISUAL SHOCK Vol. 2.5 CELEBRATION                                          | X                                       | CBS/SONY RECORDS                                    |
| 1991年         | 7月1日         | 錄音室專輯（CD・MD）                       | Jealousy                                                                   | X                                       | Sony Records                                        |
| 1991年         | 9月11日        | 單曲（8cm CD）                             | Silent Jealousy                                                            | X                                       | Sony Records                                        |
| 1991年         | 9月30日        | VHS錄影帶・雷射影碟                        | VISUAL SHOCK Vol. 3 刺激² -夢の中にだけ生きて-                             | X                                       | Sony Records                                        |
| 1991年         | 10月25日       | 單曲（8cm CD）                             | Standing Sex / JOKER                                                       | X                                       | Sony Records                                        |
| 1991年         | 11月21日       | CD化                                       | SKULL THRASH ZONE VOLUME Ⅰ                                                 | X                                       | Victor                                              |
| 1991年         | 12月1日        | 單曲（8cm CD）                             | Say Anything                                                               | X                                       | Sony Records                                        |
| 1991年         | 12月21日       | VHS錄影帶・雷射影碟                        | VISUAL SHOCK Vol. 3.5 Say Anything X BALLAD COLLECTION                     | X                                       | Sony Records                                        |
| 1992年         | 5月25日        | 單曲（8cm CD）                             | BLACK WIDOW                                                                | LOUDNESS                                | WARNER MUSIC JAPAN                                  |
| 1992年         | 6月10日        | 錄音室專輯                                 | LOUDNESS                                                                   | LOUDNESS                                | WARNER MUSIC JAPAN                                  |
| 1992年         | 7月25日        | VHS錄影帶                                  | BLACK WIDOW -ONCE AND FOR ALL-                                             | LOUDNESS                                | WARNER MUSIC JAPAN                                  |
| 1992年         | 8月25日        | 單曲（8cm CD）                             | SLAUGHTER HOUSE                                                            | LOUDNESS                                | WARNER MUSIC JAPAN                                  |
| 1992年         | 12月21日       | VHS錄影帶                                  | WELCOME TO THE SLAUGHTER HOUSE                                             | LOUDNESS                                | WARNER MUSIC JAPAN                                  |
| 1994年         | 7月1日         | 錄音室專輯                                 | DIRTY TRASHROAD                                                            | DIRTY TRASHROAD                         | Polydor                                             |
| 1994年         | 7月1日         | 迷你專輯                                   | DIRTY TRASHROAD〜Acoustic 完全限定盤                                       | DIRTY TRASHROAD                         | Polydor                                             |
| 1994年         | 11月26日       | VHS錄影帶                                  | DRIVE TO REVOLUTION                                                        | D.T.R                                   | Polydor                                             |
| 1995年         | 5月25日        | Maxi 單曲                                  | CHAIN〈絆〉 / I BELIEVE...                                                 | D.T.R                                   | Polydor                                             |
| 1995年         | 5月25日        | 錄音室專輯                                 | DARING TRIBAL ROAR                                                         | D.T.R                                   | Polydor                                             |
| 1995年         | 10月25日       | 單曲（8cm CD）                             | MISTY EYES                                                                 | Kings                                   | Polydor                                             |
| 1995年         | 11月1日        | 錄音室專輯                                 | Kings                                                                      | Kings                                   | Polydor                                             |
| 1996年8月1日   | 1996年8月1日   | 精選輯                                     | DRIVE TO REVOLUTION                                                        | D.T.R                                   | Polydor                                             |
| 1998年9月19日  | 1998年9月19日  | 致敬專輯                                   | COZY POWELL FOREVER 〜TRIBUTE TO COZY POWELL                               | 澤田泰司                                | Electric Angel Records                              |
| 2000年         | 4月            | 單曲（8cm CD）                             | JUNGLE                                                                     | TAIJI                                   | 徳間書店 自傳中附錄                                 |
| 2000年         | 9月27日        | Maxi 單曲                                  | 2nd Demo Bastard                                                           | Cloud Nine                              | 搖滾˚F 2000年11月號附錄                             |
| 2000年         | 12月           | Maxi 單曲                                  | RAIN SONG / Dear Friend                                                    | TAIJI                                   | 徳間書店 寫真集附錄                                 |
| 2001年2月      | 2001年2月      | Maxi 單曲                                  | 1st Demonstration                                                          | Cloud Nine                              | Blaze up                                            |
| 2004年11月20日 | 2004年11月20日 | 錄音室專輯                                 | 音風 OTOKAZE                                                               | 音風                                    | 獨立音樂（現場販售）                                |
| 2007年8月19日  | 2007年8月19日  | Maxi 單曲                                  | WISDOM / LUCIFER                                                           | D.T.R                                   | 獨立音樂（現場販售）                                |
| 2008年         | 2月            | 合輯                                       | HarD'n'HeavY RELIGION 2                                                    | TSP                                     | We ROCK Vol.3 附錄                                  |
| 2008年         | 7月23日        | 電影原聲帶                                 | Attitude Original Sound Track                                              | 音樂總監：TAIJI                         | Tears Music                                         |
| 2009年12月26日 | 2009年12月26日 | 迷你專輯                                   | TAIJI with HEAVEN'S                                                        | TAIJI with HEAVEN'S                     | TS GLASTON 2009年12月26日現場販售 2010年1月通販開始 |
| 2010年7月14日  | 2010年7月14日  | 現場實況DVD                                | 樋口宗孝追悼LIVE 2009 Munetaka Higuchi Forever Our Hero                    | 澤田泰司 2009年2月14日LIVE 澀谷公會堂   | 德間日本傳播                                        |
| 2011年2月      | 2011年2月      | 合輯                                       | HarD'n'HeavY RELIGION 2011                                                 | TSP                                     | We ROCK 附錄                                        |
| 2012年2月8日   | 2012年2月8日   | 現場實況DVD                                | EVERLASTING MUNETAKA HIGUCHI 2010 樋口宗孝追悼LIVE vol.2                   | 澤田泰司 2010年11月14日 LIVE 澀谷公會堂 | SPACE SHOWER MUSIC                                  |

X和X JAPAN相關作品

（包括TAIJI在籍時的音源、影像收錄作品、再發售作品）
| 發行日期       | 發行日期       | 形式                                                    | 標題                                                           | 名義    | 廠牌                |
| -------------- | -------------- | ------------------------------------------------------- | -------------------------------------------------------------- | ------- | ------------------- |
| 1992年         | 2月21日        | 綜合VHS錄影帶                                           | 無敵と書いてEXTASYと読む ! EXTASY SUMMIT '91 AT NIPPON BUDOKAN | X       | EXTASY RECORDS      |
| 1992年         | 3月1日         | 綜合雷射影碟                                            | 無敵と書いてEXTASYと読む ! EXTASY SUMMIT '91 AT NIPPON BUDOKAN | X       | EXTASY RECORDS      |
| 1992年         | 11月1日        | 2本組VHS錄影帶・2枚組雷射影碟                           | VISUAL SHOCK Vol. 4 破滅に向かって 1992.1.7 TOKYO DOME LIVE    | X       | Ki/oon Sony Records |
| 1993年11月21日 | 1993年11月21日 | 精選輯                                                  | X SINGLES                                                      | X       | Ki/oon Sony Records |
| 1995年         | 1月1日         | 現場實況專輯                                            | 破滅に向かって (CD EDITION) 1992.1.7 TOKYO DOME LIVE           | X       | Ki/oon Sony Records |
| 1995年         | 1月1日         | VHS錄影帶・雷射影碟                                     | X CLIPS                                                        | X       | Ki/oon Sony Records |
| 1996年         | 3月21日        | 套裝合輯 (T恤+VHS錄影帶+2CD+書)                         | B.O.X 〜Best of X〜 【完全生產限定盤】                         | X       | Ki/oon Sony Records |
| 1996年         | 12月1日        | 2枚組CD                                                 | B.O.X.CD 〜Best of X〜                                         | X       | Ki/oon Sony Records |
| 1997年12月19日 | 1997年12月19日 | ベストアルバム                                          | BALLAD COLLECTION X JAPAN BALLAD COLLECTION BEST               | X JAPAN | Polydor             |
| 1999年         | 1月30日        | ベストアルバム                                          | STAR BOX 【完全生產限定盤】                                    | X       | Ki/oon Records      |
| 1999年         | 2月24日        | 3枚組精選輯 （修復版）                                  | PERFECT BEST                                                   | X JAPAN | Atlantic Records    |
| 2000年         | 6月21日        | 合輯                                                    | History of EXTASY 15th Anniversary                             | X       | EXTASY RECORDS      |
| 2000年         | 7月5日         | 初DVD化                                                 | X CLIPS                                                        | X       | Ki/oon Records      |
| 2000年         | 9月13日        | CD再發售                                                | VANISHING VISION                                               | X       | EXTASY RECORDS      |
| 2001年         | 5月2日         | 錄音室專輯                                              | Indies of X Rose & Blood                                       | X       | ART UNION           |
| 2001年         | 9月5日         | 精選輯                                                  | STAR BOX 【通常版，再發售】                                    | X       | Ki/oon Records      |
| 2001年         | 9月5日         | 初DVD化                                                 | BLUE BLOOD TOUR 爆発寸前GIG                                    | X       | Ki/oon Records      |
| 2001年         | 9月5日         | 初DVD化                                                 | 刺激! VISUAL SHOCK Vol. 2                                      | X       | Ki/oon Records      |
| 2001年         | 9月5日         | 初DVD化                                                 | VISUAL SHOCK Vol. 2.5 CELEBRATION                              | X       | Ki/oon Records      |
| 2001年         | 9月5日         | 初DVD化                                                 | VISUAL SHOCK Vol. 3 刺激² -夢の中にだけ生きて-                 | X       | Ki/oon Records      |
| 2001年         | 9月5日         | 初DVD化                                                 | VISUAL SHOCK Vol. 3.5 Say Anything                             | X       | Ki/oon Records      |
| 2001年         | 9月5日         | 初DVD化                                                 | VISUAL SHOCK Vol. 4 破滅に向かって                             | X       | Ki/oon Records      |
| 2001年         | 12月19日       | 2枚組CD                                                 | X JAPAN BEST 〜FAN'S SELECTION〜                               | X JAPAN | Polydor             |
| 2007年         | 2月14日        | 2枚組CD（重製版）                                       | BLUE BLOOD（SPECIAL EDITION）                                  | X       | Ki/oon Records      |
| 2007年         | 2月14日        | 2枚組CD（重製版）                                       | Jeaolusy（SPECIAL EDITION）                                    | X       | Ki/oon Records      |
| 2008年         | 3月19日        | CD（數位重製版）                                        | BLUE BLOOD （REMASTERED EDITION） 【期間限定販售】             | X       | Ki/oon Records      |
| 2008年         | 3月19日        | CD（數位重製版）                                        | Jeaolusy （REMASTERED EDITION） 【期間限定販售】               | X       | Ki/oon Records      |
| 2008年         | 7月23日        | 9枚組DVD-BOX （特典DISC 1枚）                           | X VISUAL SHOCK DVD BOX 1989-1992 【完全生產限定盤】            | X       | GT Music            |
| 2014年         | 6月17日        | 2枚組CD（重製版）                                       | THE WORLD 〜X JAPAN 初の全世界ベスト〜                         | X JAPAN | WARNER MUSIC JAPAN  |
| 2014年         | 9月24日        | Blu-spec CD2（重製版）                                  | X SINGLES                                                      | X       | Ki/oon Music        |
| 2014年         | 9月24日        | 高解析音樂數位音樂下載（重製版） （96.0kHz/24bit FLAC） | X SINGLES                                                      | X       | Sony Music Direct   |

LOUDNESS、樋口宗孝相關作品

（包括TAIJI在籍時的音源、影像收錄作品、再發售作品）
| 發行日期       | 發行日期       | 規格        | 形式         | 標題                                                     | 名義     | 廠牌                        |
| -------------- | -------------- | ----------- | ------------ | -------------------------------------------------------- | -------- | --------------------------- |
| 1994年4月25日  | 1994年4月25日  | CD          | 現場實況專輯 | ONCE AND FOR ALL                                         | LOUDNESS | WARNER MUSIC JAPAN          |
| 1996年7月25日  | 1996年7月25日  | 2枚組CD     | 精選輯       | MASTERS OF LOUDNESS                                      | LOUDNESS | wea japan                   |
| 2001年3月21日  | 2001年3月21日  | CD          | 致敬專輯     | COZY POWELL FOREVER 〜TRIBUTE TO COZY POWELL             | 澤田泰司 | Electric Angel Records      |
| 2002年         | 2月14日        | CD          | 錄音室專輯   | LOUDNESS                                                 | LOUDNESS | WARNER MUSIC JAPAN          |
| 2002年         | 2月14日        | CD          | 現場實況專輯 | ONCE AND FOR ALL                                         | LOUDNESS | WARNER MUSIC JAPAN          |
| 2008年         | 9月24日        | 初DVD化     | CLIP, LIVE   | BLACK WIDOW -ONCE AND FOR ALL-                           | LOUDNESS | WARNER MUSIC JAPAN          |
| 2008年         | 9月24日        | 初DVD化     | LIVE         | WELCOME TO THE SLAUGHTER HOUSE                           | LOUDNESS | WARNER MUSIC JAPAN          |
| 2009年12月23日 | 2009年12月23日 | SHM-CD      | 錄音室專輯   | LOUDNESS （24bit最新數位重製）                           | LOUDNESS | WARNER MUSIC JAPAN          |
| 2012年         | 1月18日        | 2枚組CD     | 精選輯       | LOUDNESS BEST TRACKS -WARNER YEARS-                      | LOUDNESS | WARNER MUSIC JAPAN          |
| 2012年         | 10月31日       | 2枚組CD     | 精選輯       | SINGLE COLLECTION                                        | LOUDNESS | LMF(Loudness Music Factory) |
| 2013年11月27日 | 2013年11月27日 | DVD         | VIDEO CLIP集 | BEST MUSIC VIDEOS                                        | LOUDNESS | 德間日本傳播                |
| 2014年10月8日  | 2014年10月8日  | 初Blu-ray化 | LIVE         | 樋口宗孝追悼LIVE 2009 Munetaka Higuchi Forever Our Hero  | 澤田泰司 | 德間日本傳播                |
| 2015年         | 3月4日         | 初Blu-ray化 | LIVE         | EVERLASTING MUNETAKA HIGUCHI 2010 樋口宗孝追悼LIVE vol.2 | 澤田泰司 | 德間日本傳播                |
| 2015年         | 11月25日       | CD          | 錄音室專輯   | LOUDNESS                                                 | LOUDNESS | WARNER MUSIC JAPAN          |
| 2015年         | 12月16日       | CD          | 現場實況專輯 | ONCE AND FOR ALL                                         | LOUDNESS | WARNER MUSIC JAPAN          |

其他的再發售作品
| 發行日期      | 規格 | 形式       | 標題           | 名義               | 廠牌        |
| ------------- | ---- | ---------- | -------------- | ------------------ | ----------- |
| 1993年8月21日 | CD   | 錄音室專輯 | THE INNER GATE | BAKI （TAIJI參與） | BMG VICTOR  |
| 2007年9月25日 | CD   | 錄音室專輯 | THE INNER GATE | BAKI （TAIJI參與） | sky station |